# Михајешти (Сучава)
Михајешти (рум. Mihăiești) насеље је у Румунији у округу Сучава у општини Хородничени. Oпштина се налази на надморској висини од 307 m.

## Становништво
Према подацима из 2002. године у насељу је живело 969 становника, од којих су сви румунске националности.